# Hillevi Norburg
Hillevi Norburg, född Hellberg 26 augusti 1985, är en svensk översättare och kulturskribent. 

## Biografi
Norburg var från 2008 till nedläggningen 2011 skribent i och redaktör för kulturtidskriften Aorta: journal för retrogardistisk kultur. Hon arbetar sedan dess som översättare, främst av klassiska franska författares verk, samt i mindre utsträckning från engelska.
Norburg debuterade som skönlitterär författare 2022 med romanen Messalina, utgiven på Bokförlaget Augusti.

### Översättningar
- Charles Baudelaire, Arma Belgien (Malmö: Alastor, 2012)
- Rémy de Gourmont, Färger (Malmö: Alastor, 2013)
- Jules Barbey d’Aurevilly, Om dandyismen (Malmö: Alastor, 2014)
- Oscar Wilde, Salome (Malmö: Alastor, 2014)
- Renée Vivien, Damen med vargen (Malmö: Alastor, 2015)
- Pierre Jean Jouve, Paulina 1880 (Göteborg: Alastor, 2017)
- Richard Lesclide, Diligensen från Lyon (Göteborg: Alastor, 2017)
- Rachilde (pseud. för Marguerite Vallette-Eymery), Monsieur Venus (Göteborg: Alastor, 2019)
- Marcel Proust, Den mystiske brevskrivaren och andra opublicerade noveller (Göteborg: Alastor, 2022)
- Renée Vivien, Från grönt till violett (Göteborg: Alastor, 2022)
- Pierre Drieu la Rochelle, Den tomma resväskan; följd av Farväl till Gonzague (Stockholm: Faethon, 2023)
- Richard Le Gallienne, Silencieux eller Avbildens tillbedjare (Göteborg: Alastor, 2023)
- Guy de Maupassant, Mardrömmar: skräcknoveller (Ljungby: Hastur, 2023)